# Robson Green
Robson Golightly Green (Hexham, 18 de dezembro de 1964) é um ator, cantor, compositor e apresentador britânico. Seu primeiro papel importante na TV foi como Jimmy Powell na série dramática da BBC Casualty em 1989. Em seguida, interpretou Dave Tucker na série da ITV Soldier Soldier, entre 1991 e 1995.